# Anoplostoma butschili
Anoplostoma butschili is een rondwormensoort uit de familie van de Anoplostomatidae.